# بووآ-ان-ومندوا
بووآ-ان-ومندوا (به فرانسوی: Beauvois-en-Vermandois) یک کمون در فرانسه است که در ان (ا-دو-فرانس) واقع شده‌است. بووآ-ان-ومندوا ۷٫۵۱ کیلومتر مربع مساحت دارد ۹۲ متر بالاتر از سطح دریا واقع شده‌است.